# 판후이꽛

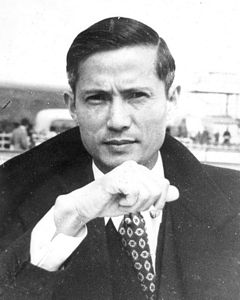
판후이꽛

판후이꽛(베트남어: Phan Huy Quát, 1908년 6월 12일 ~ 1979년 4월 27일)은 남베트남의 의사, 정치인이었다. 2차례(1954년 1월 12일 ~ 1954년 5월 16일, 1965년)에 걸쳐 남베트남의 수상을 역임했다.
하띤 성 출신이며 하노이에서 의학을 전공하면서 의사로 근무했다. 1949년에는 바오다이 정부에서 교육총장을 역임했고 1950년에는 응우옌판롱 정부에서 국방총장을 역임했다. 1954년에는 남베트남 수상 서리를 역임했다.
1963년 응우옌카인이 군사 쿠데타를 통해 정권을 잡으면서 외교총장을 역임했으며 1965년에는 응우옌반티에우 정부의 수상을 역임했지만 군부와의 갈등으로 인해 사임하고 만다. 1975년 북베트남 군대가 사이곤을 점령한 이후 잠적하였다가 체포되어 찌호아(Chí Hòa) 감옥에 갇혔고, 이곳에서 굶주림과 고문에 시달리다가 1979년 간부전으로 사망했다.